# Helictotrichon breviaristatum
Helictotrichon breviaristatum är en gräsart som först beskrevs av Jean François Gustave Barratte, Jules Aimé Battandier och Louis Charles Trabut, och fick sitt nu gällande namn av Johannes Jan Theodoor Henrard. Helictotrichon breviaristatum ingår i släktet Helictotrichon och familjen gräs. Inga underarter finns listade i Catalogue of Life.